# 布拉博喷泉

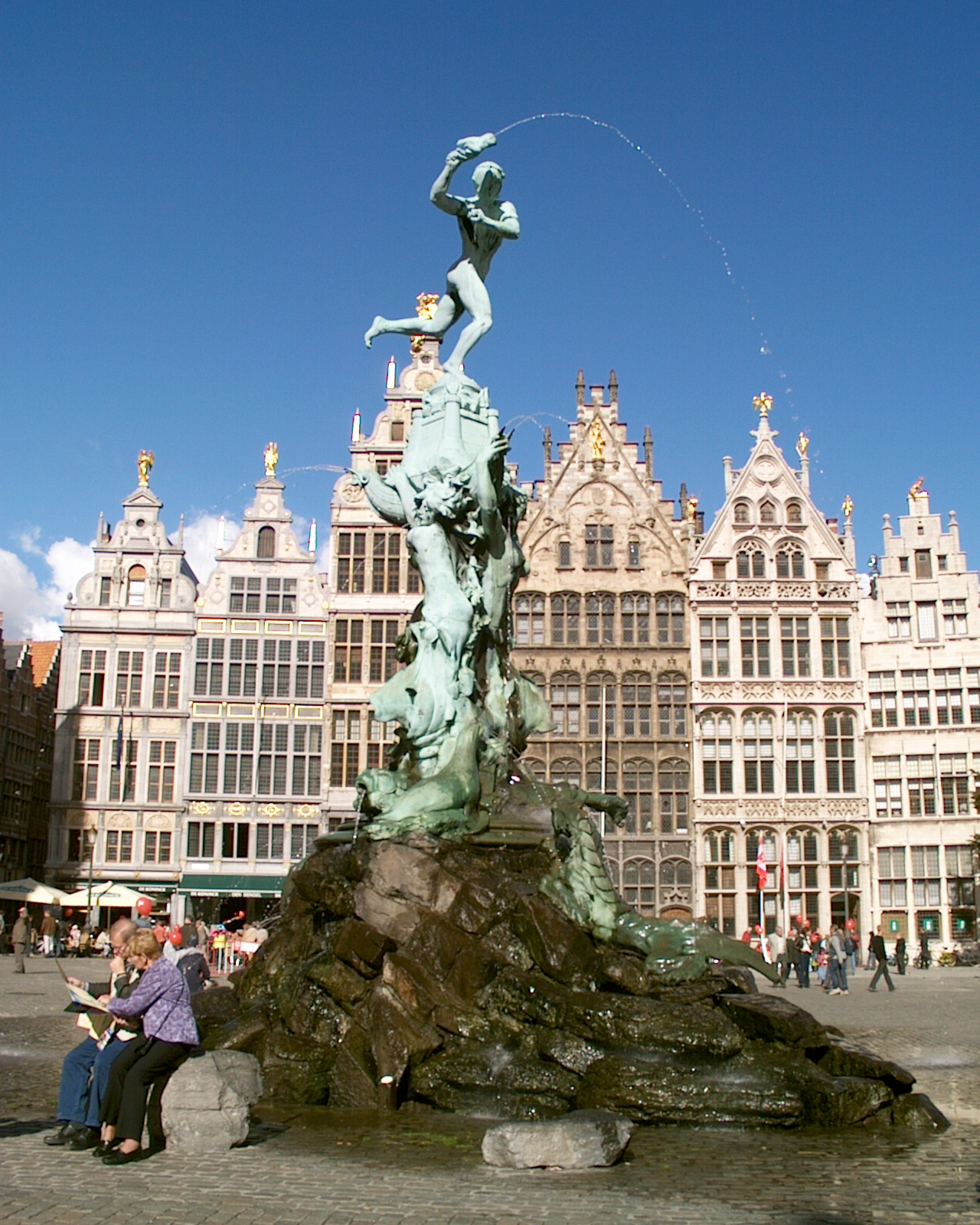
布拉博喷泉

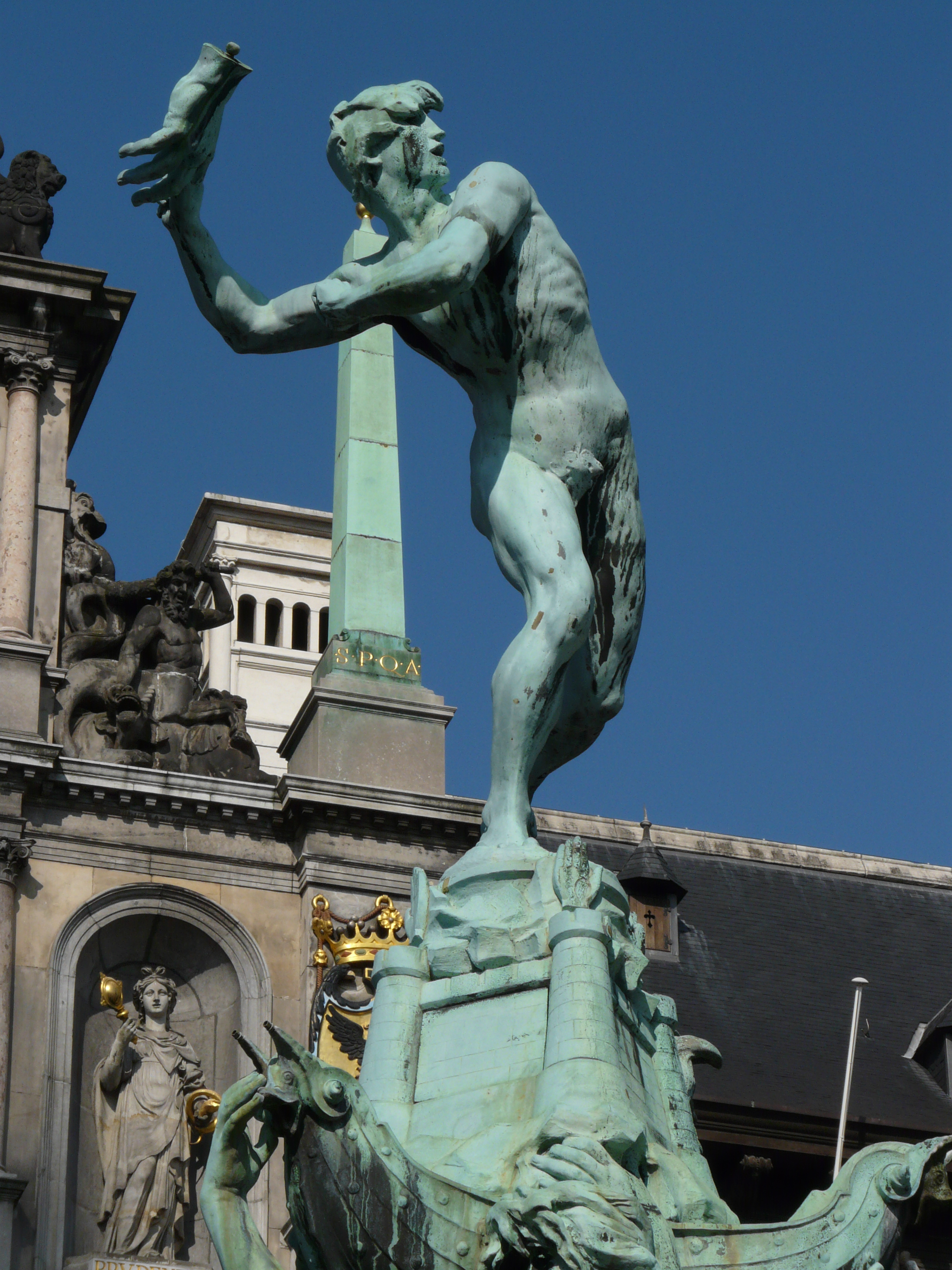
细部

布拉博喷泉（Brabofontein）是比利时城市安特卫普的一个喷泉，位于安特卫普大广场，安特卫普市政厅前。
该喷泉为年轻勇士布拉博的青铜塑像，作者是雕塑家Jef Lambeaux。传说中布拉博杀死了巨人，把他的手扔进了斯海尔德河。